# Canciones de mi padre
Canciones de mi padre es el décimo quinto álbum de estudio y primero grabado completamente en idioma español de la cantante estadounidense Linda Ronstadt, lanzado en noviembre de 1987.El ábum se trata del primer material de la cantante con contenido folclórico mexicano, donde exploró los subgéneros tradicionales del mariachi son jarocho, ranchera y huapango, alternandolo con sus propias raíces familiares.
Su éxito en los Estados Unidos, país en el que se considera el disco en lengua extranjera más vendido de la historia de ese país, es equiparable al obtenido en México y Latinoamérica, donde varios de sus temas como "La Cigarra", "La Charreada" y " Y Ándale", fueron éxitos radiales y en la actualidad son ampliamente conocidos. 
Si bien Ronstadt ya tenía una carrera consolidada y exitosa desde mediados de los años 70, él álbum la posicionó en Latinoamérica, siendo en la actualidad el motivo por el que es conocida en esa región, gracias además a que se presentó vestida de mariachi en eventos y programas promocionales en México.